# Mohamed Kaboré
Mohamed Kaboré (* 31. Dezember 1980 in Ouagadougou, Obervolta, heute Burkina Faso) ist ein ehemaliger Fußballtorhüter aus dem westafrikanischen Staat Burkina Faso.
Er begann seine Karriere bei Racing Club Bobo-Dioulasso und wechselte 1999 zu ASFA-Yennenga Ouagadougou. Nach Stationen in Mali und Elfenbeinküste spielt er heute bei Étoile Filante Ouagadougou.
Kaboré spielte für die Burkinische Fußballnationalmannschaft und nahm an den Afrikameisterschaften 2002 und 2004 teil.